# خانة ميران (سدة أراك)
خانة میران (بالفارسية: خانه میران) هي قرية تقع في إيران في Sedeh Rural District. يقدر عدد سكانها بـ 123 نسمة بحسب إحصاء 2016.